# 罗文才
罗文才，四川叙永人，中华人民共和国政治人物。
担任四川叙永县枧槽乡苗族农民。曾任四川叙永县副县长。1954年，当选第一届全国人民代表大会代表。